# András Török
András Török (* 9. Juli 1978 in Budapest) ist ein ehemaliger ungarischer Squashspieler.

## Karriere
András Török spielte 1999 erstmals auf der PSA World Tour. Seine höchste Platzierung in der Weltrangliste erreichte er mit Rang 73 im Juni 2000. Von 1996 bis 2003 wurde er achtmal in Folge ungarischer Meister. Mit der ungarischen Nationalmannschaft nahm er 2003 an der Weltmeisterschaft teil. Darüber hinaus gehörte er mehrfach zum ungarischen Kader bei Europameisterschaften. Im Einzel nahm er 2004, 2005 und 2006 an der Europameisterschaft teil. Bei allen drei Teilnahmen erreichte er das Achtelfinale. Für Ungarn spielte er außerdem 2013 bei den World Games, wo er in der ersten Runde ausschied.

## Erfolge
- Ungarischer Meister: 8 Titel (1996–2003)